# ESO 198-13
ESO 198-13 هي مجرة حلقية مع هياكل متعددة تشبه الحلقات تبعد حوالي 240 مليون سنة ضوئية تقع في كوكبة النهر.

## الخصائص
هذه المجرة لديها ثلاثة هياكل حلقية. حيث يوجد حلقة داخلية مشرقة صغيرة تقع بالقرب من النواة. وقد تم تفسير هذه الميزة على أنها حلقة نووية نظرا لكونها مشابهة للحلقات النووية في لمجرة حلزونية ضلعية (على سبيل المثال NGC 1512، NGC 4314). كما يبلغ قطر هذة الحلقة 15,527.12 سنة ضوئية (4.76 فرسخ فلكي) وهو أكبر من متوسط قطر الحلقة النووية (4,893 سنة ضوئية / 1.5 فرسخ فلكي). تحيط الحلقة النووية حلقة داخلية يبلغ قطرها 54,801.6 سنة ضوئية (16.8 فرسخ فلكي) يمكن العثور عليها. ويبدو أنها مصنوعة من ذراع دوامة. كما يمكن أن يكون تراكب اثنين من الحلقات مع بعضها البعض. خارج الحلقة الداخلية هناك حلقة خارجية كبيرة جدا وخافتة يبلغ قطرها 162,773.8 سنة ضوئية (49.9 فرسخ فلكي)

## وصلات خارجية
- ESO 198-13 على موقع ويكي سكاي: DSS2, SDSS, GALEX, IRAS, Hydrogen α, X-Ray, Astrophoto, Sky Map, Articles and images